# Moqui Lookout Cabin
 (juillet 2021).
La Moqui Lookout Cabin est une cabane américaine dans le comté de Coconino, en Arizona. Situé au pied d'une tour de guet de la forêt nationale de Coconino, cet édicule a été construit en 1932. Il est inscrit au Registre national des lieux historiques depuis le 28 janvier 1988.